# San Pedro Mártir Yucuxaco
San Pedro Mártir Yucuxaco là một đô thị thuộc bang Oaxaca, México. Năm 2005, dân số của đô thị này là 1360 người.